# Museo archeologico dei Campi Flegrei
Il Museo archeologico dei Campi Flegrei è un museo statale ospitato nel Castello Aragonese di Baia, nel comune di Bacoli (NA). È parte dal Parco archeologico dei Campi Flegrei.

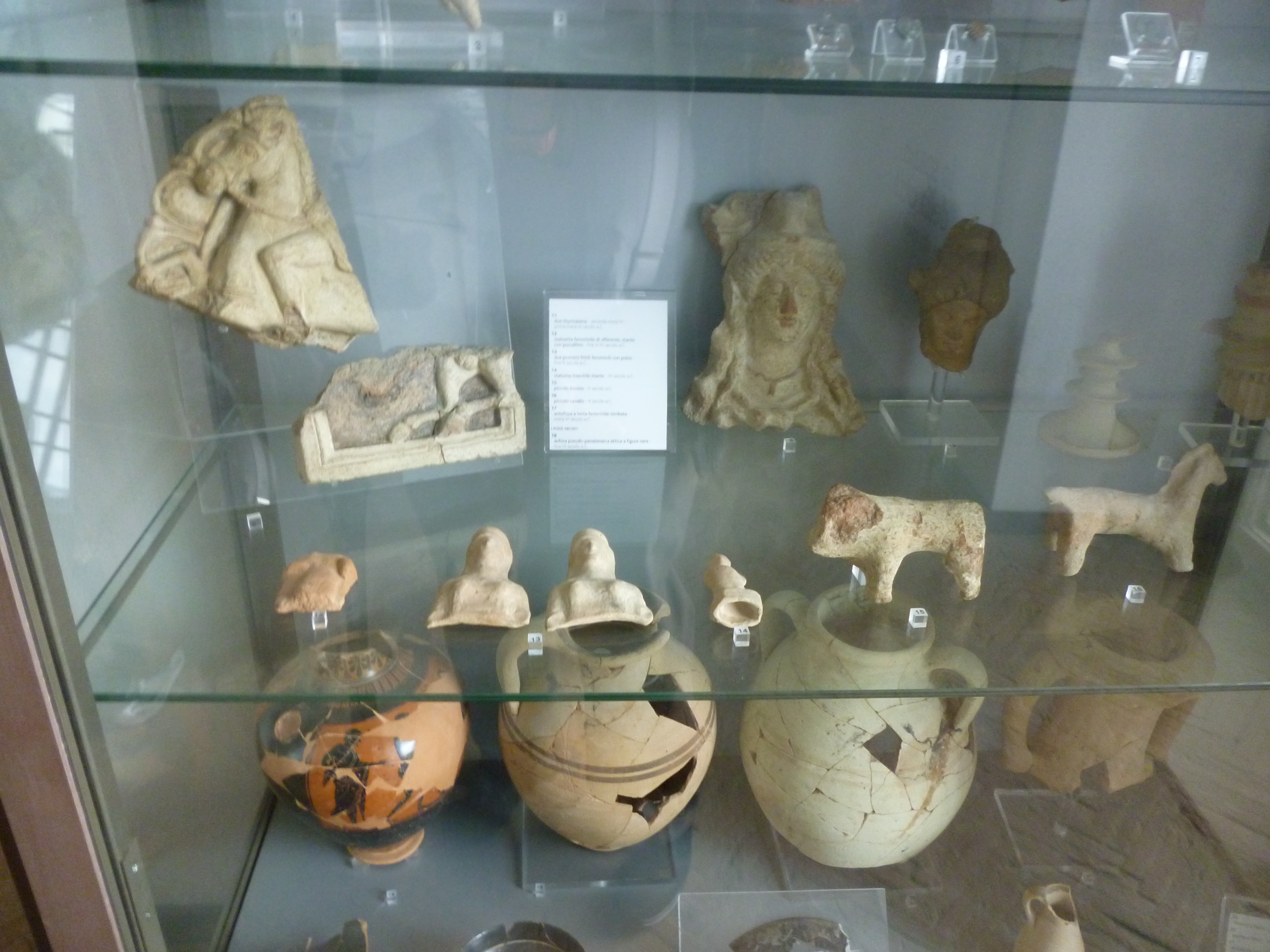
Reperti in mostra al Museo archeologico dei Campi Flegrei

## Collezioni
Il castello, per la sua posizione centrale relativamente ai principali siti archeologici dei Campi Flegrei (in prossimità delle Terme di Baia e a metà strada fra Cuma e Pozzuoli) visibili dalle terrazze e dai bastioni, è stato scelto come sede del Museo Archeologico dei Campi Flegrei. Esso prevede la progressiva esposizione topografica dei più significativi reperti rinvenuti nei siti archeologici dell'area flegrea. Le sale finora attivate riguardano: i numerosi reperti provenienti dal Rione Terra a Pozzuoli; il Sacello degli Augustali di Miseno; i calchi in gesso rinvenuti alle Terme di Baia (resti di lavorazioni eseguite da scultori locali impegnati a realizzare copie di opere greche); il Ninfeo di Punta Epitaffio a Baia; le sezioni di Liternum e di Baia.
In particolare, meritano di essere osservate le ricostruzioni del Sacello degli Augustali e del Ninfeo di Punta Epitaffio. La prima sala, situata nella cosiddetta Torre Tenaglia del castello, ospita la ricostruzione della facciata del Sacello di Miseno; essa è formata da un pronao dietro il quale si innalzano alcune statue originariamente collocate nella cella interna al tempio stesso, fra le quali le statue di Vespasiano e Tito ritratte in nudità eroica.
Il Ninfeo invece fu voluto dall'imperatore Claudio ed oggi si trova sprofondato a 7 metri di profondità sotto il livello del mare a causa del bradisismo. Esso mostra una pianta rettangolare, chiusa da un'abside dove era rievocata una scena dell'Odissea; le nicchie delle pareti lunghe erano ornate con statue ispirate a prototipi ellenistici del II secolo a.C., di cui solo alcune sono state recuperate.